# Челик, Мугдат
Мугдат Челик (тур. Muğdat Çelik; 3 января 1990 года, Мерсин) — турецкий футболист, нападающий клуба «Газиантеп».

## Клубная карьера
Мугдат Челик — воспитанник столичного турецкого клуба «Генчлербирлиги». С 2008 по 2011 год он на правах аренды выступал за различные команды низших турецких лиг: «Кастамонуспор», «Чанкыры Беледиеспор», «Бугсашспор» и «Батман Петролспор». В 2011 году Челик перешёл в «Назилли Беледиеспор», за который в течение трёх лет играл сначала в Третьей лиге, а затем во Второй. В начале 2014 года нападающий стал футболистом «Балыкесирспора», с которым по итогам того же сезона добился продвижения в Суперлигу. 
29 августа 2014 года Мугдат Челик дебютировал в турецкой Суперлиге, выйдя на замену в домашней игре с клубом «Акхисар Беледиеспор». Спустя четыре месяца нападающий забил свой первый гол на высшем уровне, отметившись в самом конце домашнего поединка против «Касымпаши». По итогам же сезона «Балыкесирспор» вылетел обратно в Первую лигу, а Челик в конце января 2016 года перешёл в «Акхисар Беледиеспор», который тогда выступал в Суперлиге. 
10 мая 2018 года Мугдат помог своей команде выиграть свой первый трофей на профессиональном — Кубок Турции 2017/2018, в финале которого сделал две голевые передачи. Летом того же года он перешёл в «Галатасарай», где выходил на поле редко, но успел поиграть в трёх матчах группового этапа Лиги чемпионов.
12 июля 2019 года Челик стал футболистом «Газиантепа», дебютанта турецкой Суперлиги. 

## Достижения
«Акхисар Беледиеспор»
- Обладатель Кубка Турции (1): 2017/18

 «Галатасарай»
- Чемпион Турции (1): 2018/19
- Обладатель Кубка Турции (1): 2018/19